# Олександрівська сільська рада (Бобровицький район)
Олекса́ндрівська сільська́ ра́да — адміністративно-територіальна одиниця та орган місцевого самоврядування в Бобровицькому районі Чернігівської області. Адміністративний центр — село Олександрівка.

## Загальні відомості
- Населення ради: 735 осіб (станом на 2001 рік)

## Населені пункти
Сільській раді підпорядковані населені пункти:
- с. Олександрівка (523 особи)
- с. Катеринівка (119 осіб)
- с. Лідин (93 особи)

## Склад ради
Рада складається з 12 депутатів та голови.
- Голова ради: Павлуцька Тетяна Олександрівна
- Секретар ради: Буглак Валентина Степанівна

### Керівний склад попередніх скликань
| Прізвище, ім'я, по батькові    | Основні відомості                                                               | Дата обрання | Дата звільнення |
| ------------------------------ | ------------------------------------------------------------------------------- | ------------ | --------------- |
| Павлуцька Тетяна Олександрівна | Сільський голова, 1966 року народження, освіта середня спеціальна, позапартійна | 26.03.2006   | 31.10.2010      |
| Павлуцька Тетяна Олександрівна | Сільський голова, 1966 року народження, освіта середня спеціальна, позапартійна | 31.10.2010   |                 |

Примітка: таблиця складена за даними сайту Верховної Ради України

### Депутати
За результатами місцевих виборів 2010 року депутатами ради стали:

#### За суб'єктами висування
| Суб'єкт висування           | Кількість обраних депутатів | %    |
| --------------------------- | --------------------------- | ---- |
| Самовисування               | 5                           | 41,7 |
| Партія регіонів             | 3                           | 25   |
| Комуністична партія України | 2                           | 16,7 |
| Народна партія              | 2                           | 16,7 |

#### За округами
| № округу                    | Прізвище, ім'я, по батькові | Дата визнання обраним | Освіта  | Партійна приналежність | Відомості про обраного депутата                   |
| --------------------------- | --------------------------- | --------------------- | ------- | ---------------------- | ------------------------------------------------- |
| Комуністична партія України |                             |                       |         |                        |                                                   |
| 3                           | Спашиба Катерина Гнатівна   | 01.11.2010            | вища    | позапартійна           | пенсіонер                                         |
| 8                           | Буглак Валентина Степанівна | 01.11.2010            | середня | позапартійна           | Олександрівська сільська рада, секретар           |
| Народна Партія              |                             |                       |         |                        |                                                   |
| 2                           | Янок Валентина Миколаївна   | 01.11.2010            | вища    | член Народної партії   | Олександрівський НВК, вчитель                     |
| 6                           | Євтух Тетяна Миколаївна     | 01.11.2010            | вища    | член Народної партії   | Олександрівський НВК, кухар                       |
| Партія регіонів             |                             |                       |         |                        |                                                   |
| 5                           | Жидка Лідія Миколаївна      | 01.11.2010            | вища    | позапартійна           | Олександрівська сільська бібліотека, завідувачка  |
| 10                          | Плющ Надія Іванівна         | 01.11.2010            | середня | позапартійна           | Олександрівська сільська рада, землевпорядник     |
| 12                          | Янок Наталія Миколаївна     | 01.11.2010            | вища    | позапартійна           | Олександрівський НВК, вчитель                     |
| Самовисування               |                             |                       |         |                        |                                                   |
| 1                           | Шило Ніна Григорівна        | 01.11.2010            | вища    | позапартійна           | Олександрівська сільська рада, головний бухгалтер |
| 4                           | Стрелець Віра Василівна     | 01.11.2010            | вища    | позапартійна           | Олександрівське відділення зв'язку, начальник     |
| 7                           | Дирда Євдокія Миколаївна    | 01.11.2010            | середня | позапартійна           | пенсіонер                                         |
| 9                           | Шляхова Антоніна Михайлівна | 01.11.2010            | вища    | позапартійна           | Олександрівський НВК, директор                    |
| 11                          | Олійник Віктор Миколайович  | 01.11.2010            | середня | позапартійний          | ПП «Агропрогрес», фуражир                         |